# Franz von Paula Gruithuisen

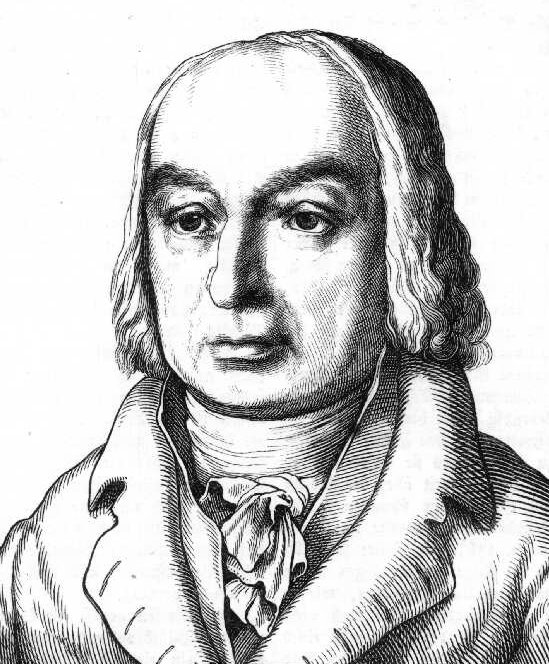
Franz von Paula Gruithuisen.

Franz von Paula Gruithuisen (Burg Haltenberg (in de huidige gemeente Scheuring aan de Lech), 19 maart 1774 - München, 21 juni 1852) was een Beiers arts en astronoom.
Hij studeerde aan de universiteit van Landshut filosofie, natuurwetenschappen en medicijnen. In 1808 promoveerde hij er tot doctor in de geneeskunde. Hij werd leraar aan de chirurgische school in München waar hij onder meer plantkunde, antropologie, pathologie en de geschiedenis van de geneeskunde doceerde. Als medicus leverde hij belangrijk werk op het gebied van de urologie en lithotritie, dit is de techniek om nierstenen en blaasstenen te vergruizen. Over dit laatste onderwerp publiceerde hij een verhandeling in 1813 in het tijdschrift Medicinisch-Chirurgische Zeitung. Hij bedacht een manier om blaasstenen chemisch op te lossen en transurethraal te verwijderen, wat minder gevaarlijk was dan mechanisch-chirurgische methoden.
Gruithuisen was ook gepassioneerd door de astronomie. Hij observeerde het maanoppervlak met een bescheiden telescoop en meende uit zijn waarnemingen af te leiden dat er kunstmatige constructies op de Maan stonden en dat de Maan bewoond was. Hij publiceerde zijn bevindingen in 1824, maar ze werden met ongeloof ontvangen. Latere waarnemingen met betere instrumenten weerlegden zijn argumenten. Hij werd in 1826 benoemd als buitengewoon hoogleraar astronomie aan de universiteit van München. Vier jaar later ontving hij er de leerstoel voor astronomie. 
De maankrater Gruithuisen is naar hem vernoemd.